# Пейчо Денев
Пейчо Денев е български политик. Кмет на Стара Загора в периода 9 февруари – 26 октомври 1990 г.

## Биография
Роден е през 1940 г. в Стара Загора. Висшист по образование. Работи в структурите на Общинския народен съвет, СД МПБУ, Окръжния комитет на БКП в Стара Загора. По-късно е генерален директор на ДСО „Хранмаш“.